# 花木兰 (2020年电影)
《花木兰》（英語：Mulan）是一部2020年美國奇幻動作劇情片，由妮基·卡罗執導，伊麗莎白·馬丁、勞倫·海內克、瑞克·傑法及亞曼達·賽佛編劇。該片由华特迪士尼影片公司出资制作，為1998年同名動畫電影的真人翻拍版，其内容改编自中国民間传说，主要描述一位名為花木兰的女子代父从军的巾幗英雄故事。主角花木兰由刘亦菲饰演，亦包括甄子丹、李截、安柚鑫、巩俐和李连杰等人演出。
動畫片《花木兰》的真人版計劃於2010年開始，但該專案從未取得放行。直到2015年3月才確認執行，並於2017年2月聘請卡歐執導，使她成為繼《時間的皺摺》（2018年）的阿娃·杜威内後、第二位執導預算超過1億美元電影的女導演。2017年9月，刘亦菲從一千名演員中脫穎而出成為電影的主角，其餘演員於次年加入。拍攝作業於2018年8月開始，持續到11月，主要在新西蘭和中國大陸兩地。
《花木兰》由于受2019冠状病毒病疫情影響而數次延遲上映，最終定於2020年9月4日始在Disney+通过Disney+首映許可證上線播出和部份市場的電影院上映。電影製片預算為2億美元，電影全球票房共計6997萬美元。《花木蘭》獲得西方影評人普遍較好的評價，他們稱讚電影的動作戲、視覺效果和演員演出，但對劇本提出批評。中國大陸觀眾對《花木蘭》的評價較低，他們批評電影的人物塑造和對文化元素的處理不當。電影在第93屆奧斯卡金像獎有入圍最佳服装设计奖和最佳視覺效果獎。

## 劇情
住在土樓的花木蘭從小就好動，但也因為調皮搗蛋的個性，經常受到其他村民的抱怨。木蘭的父親花周告訴木蘭，女人應該要靠著結婚來光宗耀祖，並告誡木蘭要隱藏使用氣的天賦。
女巫仙娘在變形成一名商人後先潛入一座邊城，接著，上次戰爭中被皇帝殺死的柔然可汗之子布利可汗突然出現，親自帶領柔然騎兵對城池發起衝鋒。布利可汗先徒手抓住一支城牆守軍射來的箭，接著率領柔然戰士以近90度的角度衝上城牆，與已經在城內的仙娘一起攻陷邊城。消息傳回都城後，宰相向皇帝報告說布利可汗已經重建了柔然軍隊，並攻陷北方六城，中斷絲綢之路的貿易。同時一名倖存下來的士兵，向皇帝稟告這名女巫靠著強大的氣帶領柔然軍，皇帝決定召集一支軍隊保護絲綢之路，並發布詔令，下令每個家庭提供一位男丁加入軍隊。但其實這名倖存士兵是由仙娘變形成的，她在離開皇宮後變形一隻老鷹飛回柔然軍隊的營地。
隨著木蘭長大，父母決定讓木蘭嫁人，但木蘭在媒婆家搞得一團亂，媒婆斥木蘭為花家的恥辱，木蘭和其家人只好在村民注視下離開。這時一群官員帶著皇帝的圣旨進到土樓，宣布每個家庭必須派出一名男子去和北方侵略者作戰，當官員一一唱名，輪到花周上前接旨，花周表示雖然之前與北方侵略者的戰鬥中，已經受了傷，但他仍然會接受服役，但隨即因為腿傷而倒下，他拒絕士兵的攙扶，獨自爬起漫漫離去。
木蘭決定代父出征，在夜晚偷拿了父親的武器盔甲，在祠堂向祖先牌位下跪後，駕馬離開土樓。半途迷路的她在鳳凰的指引下成功抵達軍營。化名為「花軍」的木蘭在報到時與陳洪輝發生衝突，隨即遭到董將軍的制止，而董將軍發現木蘭使用的劍是以前認識的花周所有。在堅實的訓練下，木蘭和其他袍澤越來越強，但在一次槍的訓練中，木蘭與洪輝再次發生衝突，兩人在對打中，木蘭使用了氣擊敗了洪輝，而旁觀的董將軍也目睹一切。木蘭趁晚上河邊沒有人的時候跑去洗澡，遇到同樣來洗澡的洪輝，洪輝想與木蘭和好，但尷尬而惱羞的木蘭只能回絕。
與此同時，布利可汗召集了12位柔然部落的領導人，攻下了一座又一座的城池。木蘭所屬的部隊在還沒有完成訓練的情況下，奉命支援前線。在出征之前，士兵向三大美德「忠、勇、真」宣誓，宣誓完良心不安的木蘭原本想向董將軍坦承其性別，但董將軍要找她當女婿，不敢說出口的木蘭只好作罷。
到達堡壘的董將軍收到偵查兵的匯報，柔然軍隊正在集結，決定主動出擊。當兩軍交鋒後，木蘭追擊逃走的柔然戰士，在獨自一人的情況下遇到了仙娘。由於木蘭自稱假名花軍，無法面對三大美德的中「真」，沒辦法完全施展氣，因此被仙娘射出的手裡劍擊中胸口昏了過去。醒來的木蘭再次看到了鳳凰，決定面對自己的身分，脫掉盔甲回歸木蘭的身分，重回大部隊中加入戰鬥。這時仙娘變形成一群烏鴉發動襲擊，董將軍下令部隊組成圓形的方陣抵禦攻擊，柔然軍趁隙搬出一台投石機攻擊聚集在一起的帝國軍。木蘭見狀，繞到另一邊以弓箭對柔然軍隊射擊。受到攻擊的柔然軍將投石機轉向木蘭，結果擊中了木蘭後面的雪山引發雪崩，雪崩吞沒了整個柔然軍，卻也波及到了帝國軍。
騎馬狂奔的木蘭將洪輝從雪中撈起來，並向袍澤坦承其身分，憤怒的董將軍將木蘭逐出軍隊，傷心的木蘭再次遇到仙娘，拒絕仙娘招攬的木蘭回到軍隊，並說服董將軍組成一支小隊返回都城，因為柔然的軍隊將會對都城發動攻擊。
柔然刺客飛簷走壁的滲透都城，仙娘變形成宰相後，前去晉見皇帝，表示布利可汗在新建中的皇宮向皇帝提出決鬥，而皇帝也答應了。換上戎裝的皇帝前往決鬥地點，而假宰相將都城所有的禁軍召集到廣場待命。木蘭與董將軍的小隊就在沒有衛兵攔阻的情況下抵達廣場，這時與其他禁軍遭到了柔然刺客的埋伏，董將軍命令木蘭去保護皇帝。此時抵達新建皇宮工地的皇帝也遭到布利可汗埋伏，他使用工地防塵布擊倒了幾名柔然刺客，但還是不敵人數眾多的柔然士兵而被俘，布利可汗準備燒死皇帝。
木蘭的袍澤幫她擋下追兵，而木蘭抵達宮殿時發現仙娘坐在龍椅上，木蘭說服了仙娘幫她找到皇帝，在仙娘的指引下前往工地，而布利可汗也發現仙娘帶了一名年輕女人過來，使用弓箭企圖射殺木蘭，仙娘立即變形成老鷹擋下弓箭，死在木蘭的懷裡。木蘭登上興建中的皇宮，與布利可汗對打，途中不小心將父親的劍掉進液態鐵，兩人最後跳上由起重機吊起的一根木材，布利可汗想要跟木蘭繼續對打，木蘭卻直接把繩索砍斷并迅速抓住绳索上端，布利可汗则墜落。木蘭幫皇帝解開繩索時，沒死的布利可汗射了一隻弓箭，卻被皇帝接住，皇帝將弓箭輕輕一拋，木蘭一個空中迴旋踢將弓箭射向布利可汗，布利可汗想接住卻被射中丧命。
都城放煙火慶祝，皇帝想讓木蘭加入禁軍，木蘭没有接受，只想回家尽孝；洪輝送別木蘭。回家的木蘭得到父親的諒解，而董將軍也將皇帝的封賞送到，是一支「忠、勇、真、孝」的長劍，比木兰丢失其父的长剑上的“忠、勇、真”增了一“孝”字。

## 演員
| 演員                               | 角色                         | 簡介                                                             | 來源         |
| ---------------------------------- | ---------------------------- | ---------------------------------------------------------------- | ------------ |
| 劉亦菲 幼年：饒雪晶                | 花木蘭 Hua Mulan             | 花家長女，將自己偽裝成男子，以代替她父親接受徵兵。               | [ 2 ]        |
| 甄子丹                             | 董勇將軍 Commander Tung Yung | 軍隊指揮官。                                                     | [ 7 ]        |
| 李截                               | 布利可汗 Bori Khan           | 致力於報復父親死亡的柔然戰士領袖。                               | [ 8 ]        |
| 安柚鑫                             | 陳洪輝 Chen Honghui          | 自信且雄心勃勃的新兵，原形為動畫版的李翔。                       | [ 9 ]        |
| 李連杰                             | 皇帝 The Emperor             | 中國（北魏）皇帝，下旨每戶徵召一名男丁，曾經殺死布利可汗的父親。 | [ 10 ]       |
| 鞏俐                               | 仙娘 Xianniang               | 擁有變形能力、法術強大的女巫。                                   | [ 9 ] [ 10 ] |
| 馬泰                               | 花周 Hua Zhou                | 花木兰父親、著名的退役士兵，在身體虛弱的情況下仍欲应召回軍隊。   | [ 11 ]       |
| 赵家玲                             | 花李氏 Hua Li                | 花木兰母亲。                                                     | [ 12 ]       |
| 曾曉童                             | 花秀 Hua Xiu                 | 花木蘭的妹妹。                                                   | [ 10 ]       |
| 袁文忠                             | 姜副官 Sergeant Qiang        | 軍中職位僅次於指揮官，忠心耿耿。                                 | [ 13 ]       |
| 烏特卡什·安邦德卡爾                | Skatch                       | 騙子二人組之一，與Ramtish搭檔。                                  | [ 13 ]       |
| 錢姆·艾希勒珀拉 （Chum Ehelepola） | Ramtish                      | 騙子二人組之一，與Skatch搭檔。                                   | [ 9 ]        |
| 鄭佩佩                             | 媒婆                         | 為花木蘭作媒的媒人婆。                                           | [ 14 ]       |
| 余峻                               | 蟋蟀 Cri-Ket                 | 花木蘭的軍中夥伴之一。                                           | [ 15 ]       |
| 溫明娜                             | 宮女                         | 客串。                                                           | [ 16 ]       |

## 製作

### 發展
2015年3月30日，《荷里活報道》報導表示，迪士尼已經買下了勞倫·海內克和伊麗莎白·馬丁撰寫的《花木蘭》劇本，由克里斯·班德和J·C·史平克監製，準備拍攝《花木蘭》真人版電影。
2016年10月4日，迪士尼表示劇本將由里克·傑法和阿曼達·西爾沃改寫。由於原劇本中男主角是一位白人的設定引發了爭議，迪士尼表示新版劇本中所有主要角色都會是華人，將結合1998年動畫電影和中國民間傳說，更深入地講述這個故事。監製則改由班德、傑克·韋納和傑森·里德擔任。

### 選角
由於好萊塢近來多部電影出現「由白人主演非白人角色」問題，因此在迪士尼宣布拍攝《花木蘭》真人版電影之後，角色人選一直備受關注，一項拒絕白人飾演花木蘭的線上請願徵集了超過十萬聯署。2016年10月4日，迪士尼宣布將在全球尋找一位華人女演員，飾演電影中的主角花木蘭。
2017年11月29日，劉亦菲從來自全球五大洲將近一千名的試鏡者中脫穎而出，被選為主角花木蘭的飾演者。許多人為此慶祝這是迪士尼電影多樣性的勝利。
2018年4月11日，甄子丹確認出演花木蘭的導師董指揮官一角。4月12日，鞏俐和李連杰確認分別飾演強大的反派巫女和皇帝。6月6日，男主角確定由安柚鑫飾演。

### 導演
迪士尼最初想找亞洲導演執導《花木蘭》，首先找了李安，但李安婉拒了迪士尼的邀約，因為李安仍然需要為他剛上映的新電影《比利·林恩的中場戰事》進行宣傳，他表示如果該片能由亞洲人執導將會是非常棒的一件事。之後迪士尼曾找過姜文，最後在2017年2月14日導演確認由妮基·卡歐擔任，該片因此成為華特迪士尼影業第二部由女性導演執導的預算超過一億美元電影。

### 拍攝
主要拍攝於2018年8月開機，主要在中國大陸和紐西蘭兩地。

### 宣傳
2019年7月5日，本片首支預告片在英國過審。福斯體育宣布於北美時間7號晨間於2019年國際足總女子世界盃總決賽節目中播出，並隨後於網路上公開。12月5日，第二支正式預告片釋出。

## 音樂
導演妮基·卡羅透露，此翻拍不會使用原版電影的任何音樂；該片主要是使用原版電影歌曲的器樂版本。卡羅後來解釋說，歌曲被刪掉是因為她覺得這與她對電影的寫實構想不符，她認為既然人們在參戰時不會唱歌，那麼電影也不應該。雖然她也嘗試「以非常隆重的方式紀念動畫中的音樂」，無論如何都想尊重原版電影的她聲稱找不到合適的地方來放原版音樂。之後，製片人傑森·里德澄清了卡羅的先前聲明，表示歌曲在此翻拍中將以「略有不同的方式」呈現。
作曲家哈利·葛瑞森-威廉斯被聘來負責該片的配樂，他先前曾在《園長夫人：動物園的奇蹟》（2017年）中與卡羅合作過。而劉亦菲親自翻唱李玟的中文主題曲自己。

## 上映
《花木兰》原預計在2018年11月2日在美國上映，并在2020年3月9日在美国加州的杜比剧院举行了首映礼。之後改定於2020年3月27日以3D的形式上映。2020年3月12日，該片的美國上映日因2019冠狀病毒病疫情的影響而宣布延期。中國大陸被認為是該片最大的市場，但於2020年2月底因2019冠狀病毒病疫情的影響而宣布延期上映。之後迪士尼也因疫情的緣故也決定該片將其延期。
2020年4月3日，迪士尼宣布电影改于2020年7月24日在美國上映，而原计划于该天上映的《叢林奇航》则推迟至2021年7月30日上映。
2020年6月26日，電影因美國病例的突然增加而使美國檔期再度改檔至2020年8月21日；但該檔期又於7月23日撤下。2020年8月4日，該片定於2020年9月4日在Disney+通过Disney+首映許可證上线播出。而在Disney+未提供服务的区域，仍将在影院上映。2020年9月2日，《花木兰》定档于2020年9月11日在中國大陸上映。
欧洲部分国家因受到2019冠状病毒病疫情反弹的影响，导致迪士尼被迫放弃在影院上映的计划，而是选择在9月4日在Disney+上线播出，对影院票房影响极大。英法德等票房大国的院线迅速展开集体声讨。

## 反響

### 票房
院線上映取消前，外界預估《花木蘭》的票房有望於首週末達到8000萬至9000萬美元，一些分析家甚至估計能達到1億美元；但也有人認為由於COVID-19疫情可能會對電影產生不利。《花木蘭》在12個市場的首週開片票房為590萬美元；次週17個市場的累計票房為2910萬美元；第三週票房累計至5700萬美元。
台灣方面，首週三天票房為新台幣3374萬元，為當週末票房第二名；次週票房累計至新台幣5741萬元；第三週票房累計至新台幣6561萬元。
中國大陸方面，首週三天票房為1.57億人民幣（2320萬美元）；次週票房累計至2.46億人民幣（3620萬美元）；第三週票房累計至4000萬美元。

### 評價
本片在爛番茄根據328條評論，獲得72%的新鮮度，平均得分6.7／10，觀眾投票獲得46%的分數，平均得分為2.9／5。在Metacritic上，電影獲得了66分。
《综艺》的彼得·德布鲁格表示，「与最近真人版翻拍的《狮子王》或《阿拉丁》不同，《花木兰》感觉好像是一个不一定喜欢迪士尼早期待遇的人做的。这可能会让那些在这个版本中长大的粉丝们失望，但对新一代来说，毫无障碍，新一代肯定会受到这一史诗般的女性赋权致敬的鼓舞」。《波士頓環球報》的泰伯尔（Ty Burr）在他的三星级评论中写道，『《花木兰》比1998年的动画片有所改进，是迪士尼真人版改篇的第一部，不会让人觉得该片是「翻拍的抢钱行为」，「这部电影的明星无论是摄影师、战斗场面，还有女主角刘亦菲，她在我们观看的过程中从粗壮的女孩成长为经验丰富的领袖。……归根结底，《花木兰》是一部灵感迸发的奇作：一部在原作基础上又有所改进的翻拍，尽管它的一切都归功于之前的电影』。
《芝加哥太陽報》的理查德·罗珀（Richard Roeper）给电影3.5星（满分4星）的评价，称「《花木兰》是一部非常值得在家观看的华丽电影，即使它在大银幕上看起来会更好」、「很遗憾美国观众不能在影院看到妮基·卡罗壮观的实景史诗《花木兰》，但好消息是，这部电影看起来太棒了，令人惊叹的布景、炫目的动作和色彩缤纷的背景让人眼花缭乱，它在你的家庭显示器上仍然可以播放得很好。」反学院派的罗伯·亨特（Rob Hunter）评论《花木兰》似乎整体表现还不错，因此不会太让动画版的粉丝失望，「虽然这不是迪斯尼第一次真人版改编电影，但这部电影无疑是最经典（也是最昂贵的）」，罗伯·亨特也评价说，「即使《花木兰》的述事为女性赋权提供了有力的教训，但影片并没有增加太多新的元素。这个故事仍然沿用其前作，但随着哈利·葛瑞森-威廉斯的音乐、配乐以及摄影在各个方面都令人眼花缭乱，抛开了即使是最忠诚的粉丝也不会失望的歌曲」。独立电线的影评人凯特·埃布兰（Kate Erbland）给电影评级“B+”，评论「《花木兰》也许是将原始作品与新鲜事物结合起来的最好例子。《花木兰》的故事历来都是经典般的故事，它描述了在一个不属于现实的世界中做自己的力量准备接受的事，这个故事将一直引起观众的共鸣。在妮基·卡罗的改编中，这个故事以非常优雅和充满活力的方式向前发展」。娱乐周刊的莉亚·格林布莱特（Leah Greenblatt）也给这部电影评为“B+”，称其为“经典英雄的故事，即使其中的人类故事有时不够多，其精心制作的作品和宏大的野心也令人振奋。” 
美联社的影评人林赛·巴尔（Lindsey Bahr）形容，「《花木兰》有好也有坏，观众应该很幸运能看到一部适合孩子们观看的华丽鼓舞人心的战争史诗电影。甚至可能会激发一些孩子们对亚洲电影的兴趣。」但他也批评迪士尼如果少提醒观众1998年的动画原作，而是把注意力放在自己的电影上，该片可以得到更好的改善。美国有线电视新闻网的布莱恩洛瑞（brianlowry）称这部电影“不错，但不太好”，说它提供了“奢华的娱乐”，但不是“必须购买的”。布莱恩洛瑞说的购买指的是额外支付30美元提供家庭观赏。《华尔街日报》的乔·摩根斯特恩（Joe Morgenstern）表示，虽然《花木兰》代表了一个有趣的家庭娱乐实验，但却没有引起多少兴趣。
中国大陆观众对《花木兰》评价也呈现两极化，批评的意见认为西方非本土化题材电影对中国本地观众而言存在着一些文化差异。迪士尼在2019年7月其官方微博发布《花木兰》首款预告片引起中国大陆网友热议，该预告片中显示本该来自中国北方的花木兰一家人却住在南方福建土楼里面，而最古老的土楼历史与《木兰辞》故事背景南北朝时期时间也相差了至少1000年；片中出现一家人围在八仙桌上吃饭的场景也与南北朝时期的古人习惯相左，有关的一些化妆、道具等也被认为与历史不符。《花木兰》在豆瓣评分為4.7分，一些观众认为《花木兰》分数如此之低，归咎于好莱坞对东方文化的理解依旧没有逃脱形象符号与元素堆砌。
《环球时报》在9月11日于推特发推文，批评《花木兰》艺术水准低落，误解中国文化导致票房欠佳。北京电影学院教授史文学告诉《环球时报》，「《花木蘭》令人失望的票房記錄並不令人意外，因為它未能正確地講述一個中國的故事，而且缺乏趣味性」。史文学說，該片只不過是西方人眼中一個東方元素的大雜燴，「舉例說，電影中的木蘭是北魏人，但卻住在宋代才有的土樓，電影中的將軍懂得打太極，但太極卻是元朝才發明的武術」。电影评论家尹飞阳表示，「与其说是中国故事，不如把它称为迪士尼公主的故事，例如《冰雪奇缘》」。中国网民表示原本这个中国传统故事具有爱国主题，不同意电影中表达为士兵盲目保护国王故事的价值观。
但也有学者不同意这样的批评，如汉密尔顿学院教授王卓异认为《花木兰》的很多新改动体现了「文化和性别的多元平等视角」，并认为「木兰的故事在中国流传了一千五百年以上，各种脱胎换骨的变化不计其数[......]早就混杂了对《木兰诗》的很多不「真实」的错位改写」，「在《花木兰》中看到不“真实”的错位就抗议东方主义，恰恰是落入了东方主义的窠臼，把东方的「真实」想象为不会也不应改变的静态存在。」 也有中国大陆观众称“迪士尼拍摄这部电影说明中国文化逐渐影响着世界”，电影“即便存在一些事实不准确的问题，也是弊少利多的有益尝试”；“外国人翻拍中国故事时只要不是故意抹黑，都是好事”。

### 獲獎與提名
| 類別             | 頒獎日期       | 獎項                   | 入圍者／作品                                         | 結果 | 參考   |
| ---------------- | -------------- | ---------------------- | ---------------------------------------------------- | ---- | ------ |
| 奥斯卡金像奖     | 2021年4月25日  | 最佳服装设计           | 比娜·戴格勒                                          | 提名 | [ 64 ] |
| 奥斯卡金像奖     | 2021年4月25日  | 最佳視覺效果           | 肖恩·法登、安德斯·蘭蘭茲、塞思·莫里、史蒂芬·英格拉姆 | 提名 | [ 64 ] |
| 英国电影学院奖   | 2021年4月11日  | 最佳視覺效果           | 肖恩·法登、安德斯·蘭蘭茲、塞思·莫里、史蒂芬·英格拉姆 | 提名 | [ 65 ] |
| 评论家选择电影奖 | 2021年3月7日   | 最佳服裝設計           | 比娜·戴格勒                                          | 提名 | [ 66 ] |
| 评论家选择电影奖 | 2021年3月7日   | 最佳視覺效果           | 《花木蘭》                                           | 提名 | [ 66 ] |
| 兒童票選獎       | 2021年3月13日  | 最受歡迎電影           | 《花木蘭》                                           | 提名 | [ 67 ] |
| 兒童票選獎       | 2021年3月13日  | 最受歡迎電影女主角     | 劉亦菲                                               | 提名 | [ 67 ] |
| 人民选择奖       | 2020年11月15日 | 2020年最佳動作影片     | 《花木蘭》                                           | 獲獎 | [ 68 ] |
| 卫星奖           | 2021年2月15日  | 最佳美術指導和製作設計 | 葛蘭特·梅傑、安妮·庫爾吉安                           | 提名 | [ 69 ] |
| 卫星奖           | 2021年2月15日  | 最佳服裝設計           | 比娜·戴格勒                                          | 提名 | [ 69 ] |
| 卫星奖           | 2021年2月15日  | 最佳視覺特效           | 肖恩·法登                                            | 提名 | [ 69 ] |
| 土星獎           | 2021年10月26日 | 最佳動作或歷險電影     | 《花木蘭》                                           | 獲獎 | [ 70 ] |
| 土星獎           | 2021年10月26日 | 最佳女主角             | 劉亦菲                                               | 提名 | [ 70 ] |
| 土星獎           | 2021年10月26日 | 最佳男配角             | 甄子丹                                               | 提名 | [ 70 ] |
| 土星獎           | 2021年10月26日 | 最佳導演               | 妮基·卡罗                                            | 提名 | [ 70 ] |
| 土星獎           | 2021年10月26日 | 最佳編劇               | 瑞克·傑法與亞曼達·賽佛、勞倫·海尼克、伊麗莎白·馬丁   | 提名 | [ 70 ] |
| 土星獎           | 2021年10月26日 | 最佳服裝設計           | 比娜·戴格勒                                          | 獲獎 | [ 70 ] |
| 美國演員工會獎   | 2021年4月4日   | 最佳電影卡司           | 《花木蘭》                                           | 提名 | [ 71 ] |

## 爭議事件

### 针对主角演员

#### 劉亦菲支持港警
2019年8月14日，劉亦菲的官方微博轉發《人民日報》有關香港反對逃犯條例修訂草案運動中付国豪遇袭事件的一篇圖文。原話內容為：
|  | 我支持香港警察 你們可以打我了 What a shame for Hong Kong |

有網友表示劉亦菲此言論是在支持香港警察处理反修例运动中的警察暴力，在推特發起「#BoycottMulan」（#抵制花木蘭）的活動，以表示抵制該片。迪士尼在12月釋出《花木蘭》新預告及海報，其中以劉亦菲為主角的海報在社交網站上被個別香港網民改圖，將其手持的劍改成香港警察的警棍，並為其戴上警察用的鋼盔及盾牌。並將電影的原標題「Disney Mulan」改成「Hong Kong Murderer」（香港殺人兇手）。奶茶聯盟在该片首映后呼籲民眾罷看和抵制該電影。
另一方面，抵制劉亦菲和《花木蘭》的行為在中國大陸也引發了熱議。中國大陸的網友表示香港示威者應遵循自己主張的言論自由原則來尊重劉亦菲表達自己意見的權利，並表示會觀賞《花木蘭》。《Deadline Hollywood》分析認為迪士尼可能會為此感到左右為難，但鑑於抵制的呼聲源自香港，中国大陆的觀眾反而會通过觀看電影來反對抵制，有利於電影票房。2020年9月11日，中华人民共和国外交部发言人赵立坚回答涉及该片问题时，称主演刘亦菲“发表过力撑港警的言论，我觉得她是当代的花木兰，我要为她点赞，她是好样的”。

#### 劉亦菲自稱亞裔
2020年3月，劉亦菲在接受《綜藝》訪問时表示，對於電影中的美德「忠勇真」及「孝」，她作為一名亞裔非常驕傲。因此有中國大陸網友質疑她為何使用「亞裔」一詞，是否覺得自認「華裔」十分羞恥、數典忘祖。

### 取消原動畫角色
2020年2月27日，製片人傑森·里德表示，由於「＃MeToo」運動而使原版動畫中的李翔（Li Xiang，花木蘭的戀人）一角被拆分成兩個不同角色。在他的發言中，他解釋說：「讓指揮官和下屬成為戀人，我們認為不合適。」這理由遭到了原版動畫的影迷反對，認為原動畫中李翔並未濫用權勢騷擾花木蘭，且兩人的戀情在解除職務後才開始發展。李翔在未知花木蘭真實性別時便與之有所曖昧，因此成為「同志偶像」，早先在未公開角色更動的原因時，許多人很失望李翔的角色消失；在得知角色是被拆分後，則好奇原先的LGBT安排是否會延續到新角色上。

### 片尾致謝新疆黨政機關
迪士尼在片尾感謝名單中，含有中國共產黨新疆維吾爾自治區委員會宣傳部、吐魯番市公安局等多個中國共產黨和中華人民共和國政府部門。共產主義受難者紀念基金會高級研究員鄭國恩接受BBC訪問時提出，片尾出現的吐魯番公共安全局是負責「新疆再教育营」工作的部門，批評迪士尼是「跨國企業在集中營旁邊牟利」。世界維吾爾代表大會也在Twitter發文批評。9月10日，路透社引述4名消息人士稱，北京當局下令中國大陸主要媒體，不要報導該片發行的新聞。9月11日，中华人民共和国外交部发言人赵立坚被问到《花木兰》结尾感谢新疆地方政府一事时表示，该片感谢新疆政府为他们提供的便利，这是再正常不过的事。迪斯尼公司首席财务官克莉丝汀·麦卡锡回应有关争议时称：该片主要是在新西兰拍摄的，为尽力准确地反映中国的某些独特地貌和地理环境，也在中国20个不同地点进行了取景拍摄，众所周知这需要获得中国中央政府的拍摄许可，按照常规惯例在致谢中也感谢了有关地方当局，致谢中既提到了中国的也提到了新西兰的地方当局，迪士尼会保留这些致谢。

## 備註
1. ↑  在军中女扮男装时用假名“Hua Jun/花军”
2. ↑  李截過去也曾在迪士尼重拍的真人電影《大冒險家：森林王子（英语：The Jungle Book (1994 film)）》中主演毛克利（英语：Mowgli）。
3. ↑  溫明娜也是原動畫版木蘭的配音員。